# La Corde au cou (Lucky Luke)
Pour les articles homonymes, voir La Corde au cou.
Ne doit pas être confondu avec La Corde du pendu et autres histoires.
La Corde au cou est la cent-quinzième histoire de la série Lucky Luke, créée par Achdé (dessin) et Laurent Gerra (scénario). Elle est publiée pour la première fois du no 19232 du 3/6/2006 au no 19412 du 30/12/2006 du journal TV Magazine - Le Figaro, puis en album en 2006 dans la collection Les Aventures de Lucky Luke d'après Morris  n° 2.
Le titre joue sur les mots, puisqu'il évoque à la fois le fait que les Dalton risquent d'être pendus, mais aussi leur mariage (ils ont la corde au cou en raison des « liens sacrés du mariage »).

## Résumé
Afin de lutter contre la surpopulation des pénitenciers, le nouveau président des États-Unis décide de faire pendre les prisonniers dont les peines sont les plus longues. Les Dalton sont sur la liste. Ils appellent au secours leur mère, Ma Dalton. Dans la mesure où tout condamné à mort est gracié s'il se marie avant son exécution, Ma Dalton se met à la recherche de quatre épouses potentielles. Elle cherche en vain, jusqu'à ce qu'elle trouve quatre squaws du village indien des Têtes-Plates.
Les quatre frères Dalton se marient donc. Tandis que Joe, Jack et Williams ont épousé de vraies mégères et laiderons qui les exploitent et leur en font voir de toutes les couleurs, Averell s'est marié avec la plus jolie et la plus douce des quatre femmes et mène une vie des plus agréables. Les femmes de Joe, Jack et Williams les forcent à participer aux tâches ménagères, tandis que celle d'Averell semble toutes les effectuer seule. De plus, la femme d'Averell n'a aucune réplique, alors que les autres femmes parlent régulièrement (le plus souvent pour donner des ordres ou faire des reproches aux trois Dalton).
Mais le chef du village explique à Joe qu'il a consenti au mariage à condition que les Dalton apprennent aux Indiens le moyen de gagner beaucoup de dollars. Joe leur apprend donc les techniques de base de l’attaque à main armée…

## Caricatures et clins d'œil
- Les deux convoyeurs de fonds Kirk et John sont les caricatures de Kirk Douglas et John Wayne et chacune de leurs interventions est un clin d'œil à leur filmographie respective : « Ne traînons pas, je ne veux pas rater le dernier train de Gun Hill » ou « Et dire qu'on me surnomme l'homme tranquille ! ».
- Liz, la fille du tailleur est un clin d'œil à Elizabeth Taylor.
- Joe Dassin fait la promotion de « la chanson originale sur les pires fripouilles de l'histoire du Far-west ! », en référence à la chanson Les Dalton, un de ses premiers succès.
- La 3e case de la planche 18 est un clin d'œil à la série de bande dessinée Astérix, où la scène finale est normalement un banquet où le barde est bâillonné et attaché à un arbre. « Ainsi, comme le veut la tradition dans toutes les tribus irréductibles (cf. les irréductibles Gaulois), cet incroyable jour de fête se clôture par un joyeux banquet ! »
- La 5e case de la planche 5 apparaît Calamity Jane comme caméo.
- Le docteur March et ses filles font également une courte apparition.
- La 7e case de la planche 35, où un lieutenant interpelle un sergent nommé « Chesterblutch » et un caporal nommé « Field », est un clin d'œil à la série de bande dessinée Les Tuniques bleues (dont les héros sont le sergent Chesterfield et le caporal Blutch).

## Source
- www.lucky-luke.com, « Lucky Luke » (consulté le 17 août 2008)